# Корнилій (сотник)
Корнилій (сотник), англ. Cornelius the Centurion – римський центуріон (у синод. перекладі «сотник») італійського полку з Кесарії Палестинської, навернений до християнства апостолом Петром. Розповідь про Корнилія згадується у книзі Дії Апостолів (Дії 10:1-48).

## Історія в Біблії
Історії Корнилія присвячений весь 10 розділ «Дій святих апостолів». В Біблії він згадується, як «побожна» та «богобійна» людина, що подавала милостиню, і завжди молилася Богові. Якось до нього у видінні явивися ангел Божий «о третій годині дня», що звернувся до нього і сказав, що його молитви та милостиня згадались перед Богом і він має послати своїх людей у Йоппі́ю, щоб покликати до себе апостола Петра, який в той час гостював у одного гарбарника, що мав дім біля моря. Після цього Корнилій послав в Йоппію двох своїх слуг та одного воїна, що теж були побожними, як їх господар.

Наступного дня апостол Петро, в Йоппії, «о дванадцятій годині» мав видіння під час молитви в горниці, коли він зголоднів — з відкритого неба зійшла «посудина» у вигляді простирала, що була прив'язана за чотири кінці. На тому простиралі Петро побачив різних чотириногих тварин, гадів, та птахів. А потім голос звелів заколоти це та з'їсти. Але Петро відмовився, аргументуючи це тим, що він ніколи не їв нечистої, забороненої їжі. У відповідь він почув: 
|  | що від Бога очищене, не вважай за огидне того! (Дії 10:15) |

 і так було тричі. Доки Петро роздумував над значенням цього видіння до нього прийшли люди Корнилія та попросили його прийти до дому свого господаря, бо той хотів його побачити. Наступного дня Петро разом з ними пішов до Кесарії.

Корнилій покликав усю свою рідню та близьких друзів, щоб вони разом з ним послухали Петра. Коли вони зустрілись то Корнилій розповів причину через яку він покликав Петра. Петро став проповідувати христове вчення серед домашніх Корнилія. Зрештою апостол Петро зрозумів, що означає його видіння — нечисті тварини на посудині це «необрізані віруючі» («пога́ни») на яких Бог посилає свою милість, а за словами самого Петра: 
|  | в кожнім народі приємний Йому, хто боїться Його і чинить правду (Дії 10:35). |

 Коли Петро проповідував то на всіх колишніх язичників (родичів і близьких Корнилія), зійшов Святий Дух, і Петро звелів усім їм охреститись.

## Подальша доля Корнилія у житії

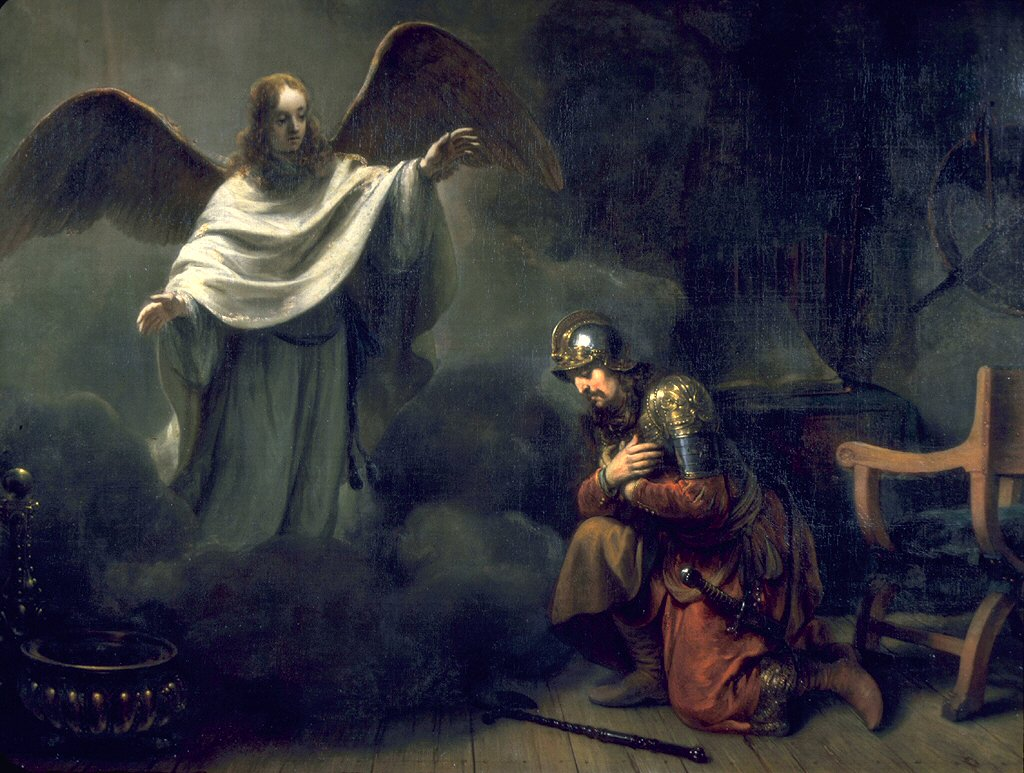
Видіння Корнилія сотника. Ґербранд ван ден Екхаут.

В житії Корнилія написано, що він полишив усе мирське і разом з апостолом Петром, який згодом поставив його єпископом в Кесарії Палестинській, став проповідувати. 
Разом з Петром і Тимофієм вони потрапили до Ефесу де було дуже поширеним язичництво, а особливо воно було поширене в містії Скепсії. Щоб вибрати хто має туди йти проповідувати, вони кинули жереб, що випав святому Корнилію. В місті жив князь на ім'я Дмитрій, що вивчав давньогрецьку філософію, ненавидів християнство та поклонявся поганським божествам, а особливо Аполлону та Зевсу. Дізнавшись про його прихід, князь відразу запросив його до себе і запитав про причину прибуття. Корнилій відповів, що прийшов звільнити його з мороку невідання і привести до пізнання Світла Істини. Князь не зрозумів смисл сказаних слів, розгнівався та звелів відповідати на кожне його питання. Коли Корнилій пояснив, що він служить Богу і причина його прибуття - це благовіщення Істини, князь розгнівався і став вимагати у проповідника щоб той приніс жертви ідолам. Коли його відвели до язичницького храму Зевса, Корнилій повернувся до сходу і схилившись на коліна звернувся з молитвою до Господа Бога. Тоді розпочався землетрус і храм Зевса разом із статуями був зруйнований. Князь розгнівався ще більше і став радитись зі своєю свитою про те, як згубити Корнилія. Його зв'язали і кинули до в'язниці на ніч. В той час князю повідомили сумну вість, що його жінка і дитина під уламками зруйнованого храму. Але пізніше один із жреців Варват, трохи пізніше, розповів, що чув голоси його дружини та сина і-під руїн і що вони славили християнського Бога. Жрець попросив звільнити ув'язненого, адже завдяки диву, що здійснилось через молитву Корнилія, дружина і син князя залишись живі. Радісний князь разом зі своєю свитою попрямував до в'язниці, зізнався в тому, що увірував у Христа і попросив звільнити свою дружину і сина з-під уламків. Святий направився до зруйнованого храму і з його молитвою ті були звільнені. Після цього князь Дмитрій і всі його родичі та слуги охрестились.
Корнилій прожив тривалий час в цьому місті та навернув у християнство майже всіх жителів і поставив пресвітера Евномія для служіння Господу. Корнилій помер вже в похилому віці і був похований неподалік від зруйнованого від ним храму.

## Цікаві факти
Корнилія називають першим язичником, що охрестився. Хоча у 8 розділі Дій апостолів згадується про етіопського вельможу, якого охрестив апостол Пилип.